# Omiécourt
Omiécourt és un municipi francès situat al departament del Somme i a la regió dels Alts de França. L'any 2007 tenia 240 habitants.

## Demografia

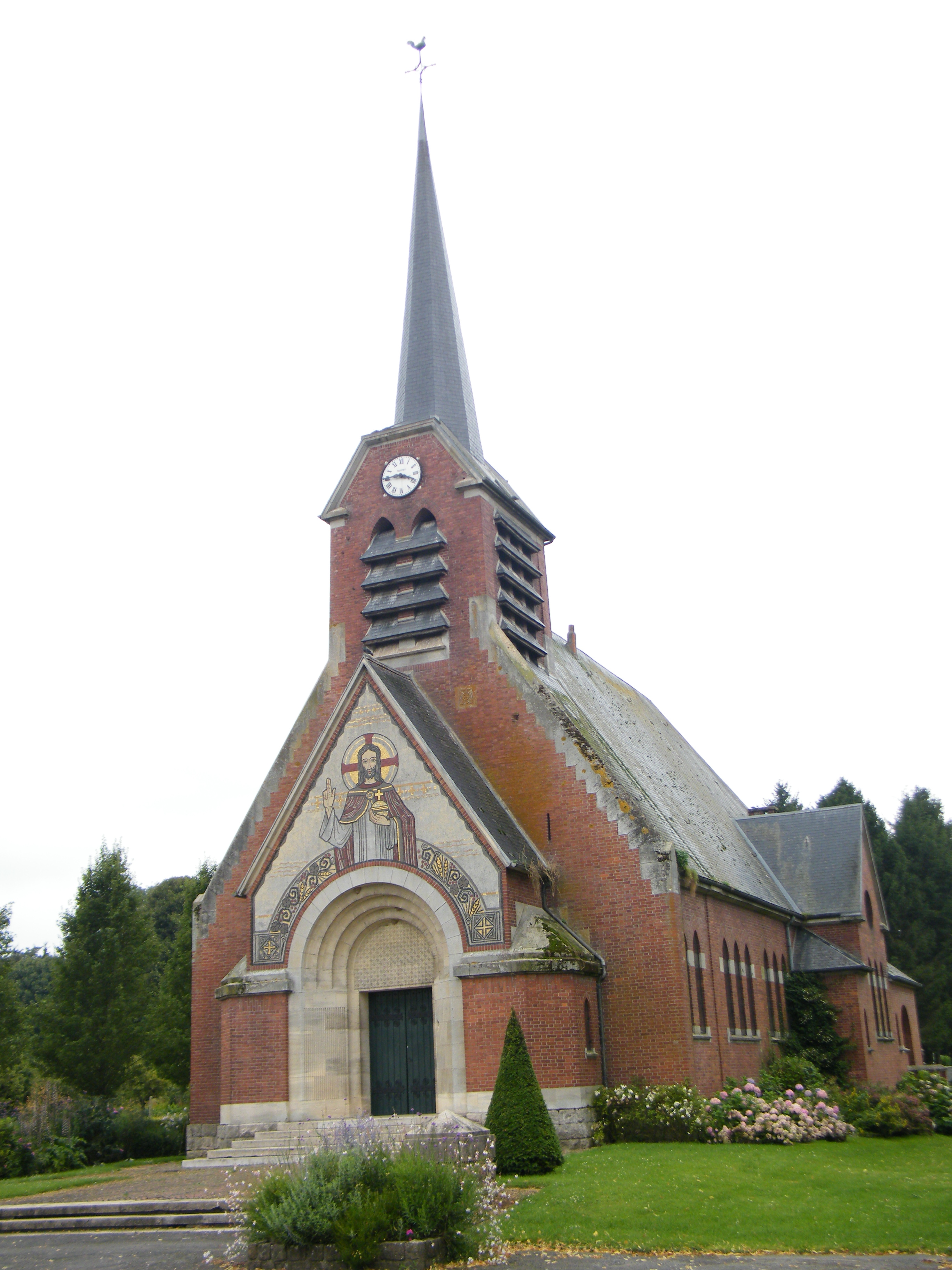
Església

### Població
El 2007 la població de fet d'Omiécourt era de 240 persones. Hi havia 82 famílies de les quals 16 eren unipersonals (16 dones vivint soles i 16 dones vivint soles), 29 parelles sense fills i 37 parelles amb fills.
La població ha evolucionat segons el següent gràfic:

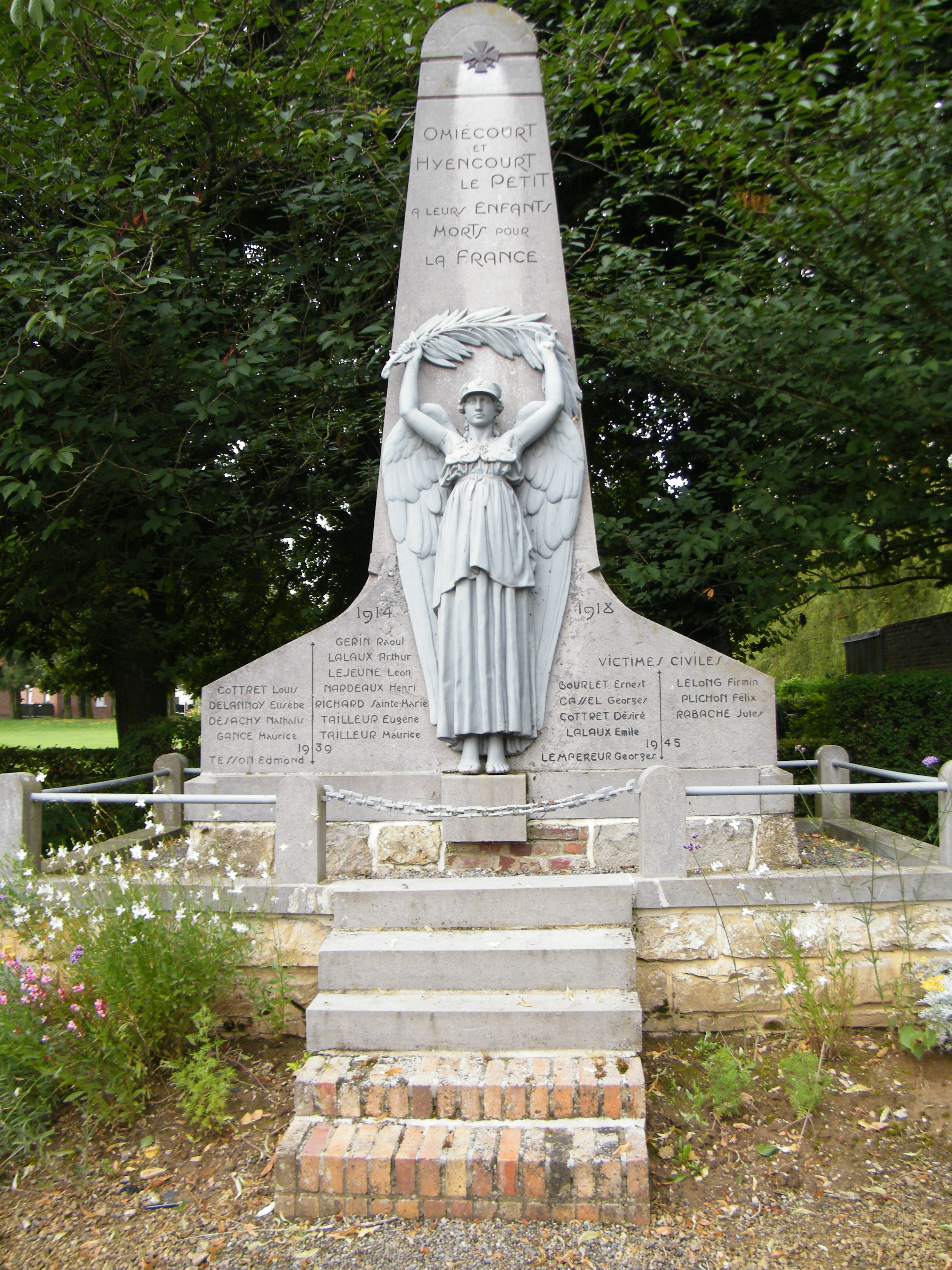

Habitants censats

### Habitatges
El 2007 hi havia 108 habitatges, 88 eren l'habitatge principal de la família, 12 eren segones residències i 8 estaven desocupats. 92 eren cases i 16 eren apartaments. Dels 88 habitatges principals, 68 estaven ocupats pels seus propietaris, 17 estaven llogats i ocupats pels llogaters i 3 estaven cedits a títol gratuït; 5 tenien una cambra, 5 en tenien dues, 9 en tenien tres, 13 en tenien quatre i 55 en tenien cinc o més. 69 habitatges disposaven pel capbaix d'una plaça de pàrquing. A 33 habitatges hi havia un automòbil i a 49 n'hi havia dos o més.

### Piràmide de població
La piràmide de població per edats i sexe el 2009 era:
| Homes | Edats   | Dones |
| ----- | ------- | ----- |
| 0     | 95 o +  | 0     |
| 4     | 90 a 94 | 0     |
| 0     | 85 a 89 | 4     |
| 0     | 80 a 84 | 4     |
| 0     | 75 a 79 | 0     |
| 0     | 70 a 74 | 0     |
| 4     | 65 a 69 | 4     |
| 8     | 60 a 64 | 4     |
| 4     | 55 a 59 | 8     |
| 4     | 50 a 54 | 0     |
| 8     | 45 a 49 | 8     |
| 12    | 40 a 44 | 12    |
| 16    | 35 a 39 | 8     |
| 4     | 30 a 34 | 8     |
| 8     | 25 a 29 | 12    |
| 12    | 20 a 24 | 16    |
| 16    | 15 a 19 | 8     |
| 8     | 10 a 14 | 8     |
| 16    | 5 a 9   | 12    |
| 4     | 0 a 4   | 8     |

## Economia

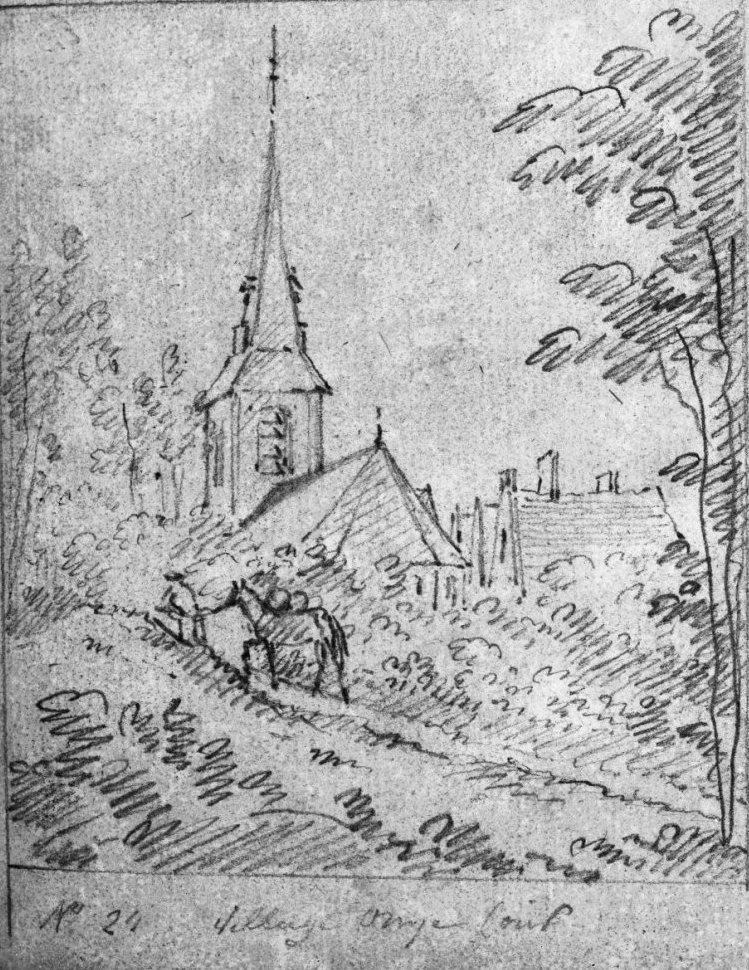

El 2007 la població en edat de treballar era de 155 persones, 109 eren actives i 46 eren inactives. De les 109 persones actives 104 estaven ocupades (61 homes i 43 dones) i 5 estaven aturades (4 homes i 1 dona). De les 46 persones inactives 10 estaven jubilades, 23 estaven estudiant i 13 estaven classificades com a «altres inactius».

### Ingressos
El 2009 a Omiécourt hi havia 90 unitats fiscals que integraven 245 persones, la mediana anual d'ingressos fiscals per persona era de 14.244 €.

### Activitats econòmiques
Dels 5 establiments que hi havia el 2007, 1 era d'una empresa de construcció, 2 d'empreses de comerç i reparació d'automòbils, 1 d'una empresa de transport i 1 d'una empresa immobiliària.
L'únic servei als particulars que hi havia el 2009 era una lampisteria.
L'any 2000 a Omiécourt hi havia 6 explotacions agrícoles.

## Equipaments sanitaris i escolars
El 2009 hi havia una escola elemental integrada dins d'un grup escolar amb les comunes properes formant una escola dispersa.

## Poblacions més properes
El següent diagrama mostra les poblacions més properes.